# ماغوميد عبد الحميدوف
ماغوميد عبد الحميدوف (بالروسية: Абдулхамидов, Магомед Азизович)‏ (مواليد 16 نوفمبر 1986) هو ملاكم أذربيجاني، مثّل بلاده في الألعاب الأولمبية الصيفية 2012.

## روابط خارجية
ماغوميد عبد الحميدوف على موقع أوليمبيديا (الإنجليزية)